# Sociedade Esportiva Tiradentes
A Sociedade Esportiva Tiradentes é um clube brasileiro de futebol, sediado na cidade de Teresina, capital do estado do Piauí. Assim como o Tiradentes do Ceará, o clube também é da Polícia Militar.

## História
No dia 30 de junho de 1959, os subtenentes e sargentos da Polícia Militar do Estado do Piauí decidiram fundar o "Clube Tiradentes dos Subtenentes e Sargentos da Policia Militar do Estado do Piauí". Na época, o comandante da Policia Militar era o coronel Pedro Borges da Silva Filho.
Em 14 de setembro de 1966 o então presidente, Luís Castro Araújo, solicitou filiação à Federação Piauiense de Desportos e o pedido foi deferido em 3 de outubro, passando o representante da PM a disputar competições de esporte amador.
No início de 1972, o coronel Canuto Tupy Caldas (falecido em 2013), comandante da Policia Militar, anunciou que o Tiradentes iria disputar o Campeonato de Futebol Profissional. Logo em sua primeira participação, foi campeão estadual - repetiu o feito em 1974 e 1975, dividindo o troféu com o River. Ainda em 1973, disputou um torneio seletivo que definiria o representante piauiense no Campeonato Brasileiro, juntamente com Flamengo e River; o Tiradentes foi o único time que venceu (2 a 1 no River), garantindo a primeira participação de um clube do estado na competição.

### O incidente na boate
Em 3 junho de 1976, alguns jogadores comemoravam o nascimento da filha do atacante Jorge Costa (ex-Ceará) na boate Ana Paula em Teresina, quando outro atleta do Tiradentes, Célio Rodrigues, brigou com uma mulher e a agrediu. Ela foi até o corretor de automóveis Jacob Ferreira Lima, que foi até o carro, pegou uma arma e começou a atirar, alvejando o lateral Valdeci e o roupeiro Anastácio. Outros jogadores do Tiradentes foram atrás do corretor, que foi agredido e veio a falecer minutos depois. Após o incidente, o clube anunciou sua dissolução. A última partida do clube foi 6 dias antes, na derrota por 2 a 1 frente ao Comercial de Campo Maior.
O caso teve repercussão nacional, com a prisão dos atletas Ivan Limeira e Mundinho. Posteriormente Ivan Limeira e Mundinho foram soltos. Em 1979 foi pedida pela justiça do Piauí a prisão de dez atletas envolvidos no caso.

### Volta aos gramados
Em 1978, o Tiradentes voltou ao futebol profissional, porém o incidente ocorrido em 1976 mexeu com o clube, que não voltaria a repetir o mesmo desempenho dos primeiros anos. Ainda ganharia os campeonatos de 1982 e 1990.
A última participação do clube no Campeonato Piauiense foi em 1995, não se inscrevendo para a edição seguinte. Desde então, mantém as categorias de base e o futebol feminino, com relativo êxito.
Em 2003 o clube disputou a segunda divisão estadual e em 2020, após 17 anos retornou com o futebol profissional masculino para a disputa da segunda divisão do Campeonato Piauiense de Futebol. Treinado por Paulo Júnior, conquistou o acesso à primeira divisão de 2021.

## Títulos
| Estaduais | Estaduais            | Estaduais | Estaduais                     |
|           | Competição           | Títulos   | Temporadas                    |
| --------- | -------------------- | --------- | ----------------------------- |
|           | Campeonato Piauiense | 5         | 1972, 1974, 1975, 1982 e 1990 |
|           | Torneio Início       | 1         | 1981                          |

## Estatísticas

#### Participações
|  | Participações em 2022 |

| Competição | Competição              | Temporadas | Melhor campanha           | Anos                             | P | R |
| Piauí      | Campeonato Piauiense    | 22         | Campeão (5 vezes)         | 1972-1976, 1978-1992, 1995, 2021 |   | 2 |
| Piauí      | 2ª Divisão do Piauiense | 3          | Vice-campeão (2020)       | 2003, 2020, 2022                 | 1 |   |
| Brasil     | Campeonato Brasileiro   | 5          | 19º colocado (1973)       | 1973-1975, 1979, 1983            |   | – |
| Brasil     | Série B                 | 4          | 5º colocado (1972 e 1982) | 1972, 1981-1982, 1984            | – | – |
| Brasil     | Série C                 | 1          | 21º colocado (1990)       | 1990                             | – | – |

## Curiosidades
- O Tiradentes foi o clube piauiense com uma das melhores participações em Campeonatos Brasileiros.[10]
- O clube venceu o famoso Corinthians de Sócrates em duas ocasiões, por 2x1 e por 1x0, sendo essa última em 1973.[11]
- O clube venceu o famoso Flamengo de Zico em 1975, por 3x2.[11]
- O clube também sofreu a maior goleada da história do Campeonato Brasileiro: 10x1 contra o Corinthians em 1983[12].